# Comair Limited
Comair Limited – nieistniejąca południowoafrykańska linia lotnicza z siedzibą w Johannesburgu. Głównym węzłem był port lotniczy Johannesburg.
W 2022 w związku ze złą sytuacją finansową linia zaprzestała prowadzenie działalności i ogłosiła upadłość.